# Agrias christinae
Agrias christinae är en fjärilsart som beskrevs av Le Moult 1927. Agrias christinae ingår i släktet Agrias och familjen praktfjärilar. Inga underarter finns listade i Catalogue of Life.